# Vodjanyk
Vodjanyk (ukrainska:  Водяник, Vodjanyk) är en ond ande, mystisk ägare av sjöar, myrar och floder. Enligt ukrainsk mytologi är denna ande fientlig mot människan. Det finns många olika tolkningar och idéer om dennes utseende och karaktärsdrag.

## Ursprung
I ukrainsk folktro har man länge trott att dessa andar i århundraden levt i vattnet och styrt över alla andra varelser. Tidigare sades att drunknade män förvandlades till vodjanyker och drunknade kvinnor till sjöjungfrur. Det fanns också en föreställning att vodjanyk var själen av odöpta spädbarn, dödfödda barn eller dem som begått självmord.
Blandningen av hednisk folktro och Gamla testamentets berättelser bildade en legend enligt vilken vodjanyker är faraos sjunkna armé. Vid israeliternas uttåg ur Egypten drunknade faraos soldater i Röda Havets vatten. De drunknade soldaterna omvandlades enligt denna sägen till vodjanyker och sjöjungfrur.